# The Guerrilla
The Guerrilla é um filme mudo estadunidense de curta metragem, do gênero dramático, lançado em 1908, escrito e dirigido por D. W. Griffith.

## Elenco
- Arthur V. Johnson
- Dorothy West
- George Gebhardt
- Charles Inslee
- Owen Moore
- Harry Myers
- Barry O'Moore. Foi o primeiro filme de O'Moore, e foi creditado como Herbert Yost.
- Mack Sennett
- Harry Solter